# Gonioscelis pruinosus
Gonioscelis pruinosus là một loài ruồi trong họ Asilidae. Gonioscelis pruinosus được Ricardo miêu tả năm 1925. Loài này phân bố ở vùng nhiệt đới châu Phi.